# ヘルト人
ヘルト人（学名：Homo sapiens idaltu、英: Herto Man）は、約16万年前の東アフリカに生息していた、ホモ・サピエンスの亜種である。現生人類ホモ・サピエンス・サピエンスの直接の祖先であると考えられている。
学名はホモ・サピエンス・イダルトゥ（Homo sapiens idaltu）であり、ヘルト人の名は発見地であるエチオピアのヘルトに由来する。

## 概要
ヘルト人の頭骨は、1997年にエチオピアのヘルトで発見され、年代は火山灰の放射年代測定から約16万年前と推定された。発表当時、アフリカ単一起源説と合致する最古のホモ・サピエンス化石として世界中から注目された。しかし、ヘルト人の頭骨は現生人類のそれと比較して最大長が長く、後頭骨が強く屈曲し、顔面部が大きいという特徴があった。これにより、ヘルト人は現生人類の変異を超え、ホモ・サピエンスの亜種として位置づけられた。

### 名称
イダルトゥ（idaltu）は発見地エチオピアのアファール語で「長老」を意味する。調査メンバーの一人である諏訪元は発見地の名からヘルト人と呼称した。

## 研究史

### 発見

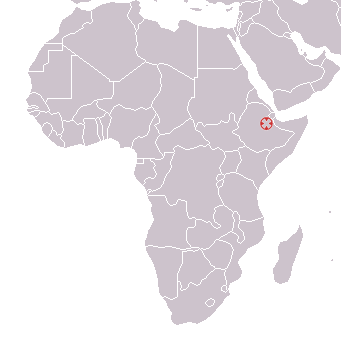
発見場所

ティム・ホワイト や諏訪元らからなる調査グループは、エチオピアのアファール盆地にあるアワッシュ川中流域のヘルトで1997年にほぼ完全な頭骨を発見した。なお、その後のさらなる調査で合計12の個体が発掘された。

### 亜種への分岐と命名
2003年に調査チームが発表した論文で、発見された頭骨は現生人類の差異の範囲を超えていると発表された。調査チームは南アフリカ共和国のクラシーズ川洞窟やイスラエルのカフゼ洞窟から出土した最古の解剖学的現代人の標本と比較し、ヘルト人をホモ・サピエンスの亜種として分類し、ホモ・ローデシエンシスとホモ・サピエンス・サピエンスの中間的な形態を有していると主張した。

## 近縁種との関係
外形的特徴は古い形質を残しているが、種レベルの違いではないと判断され、ホモ・サピエンスの亜種となった。ハイデルベルク人から進化したホモ・サピエンスの最古のものと解釈される。やや原始的な形質は残しているものの旧人段階ではなく、初期の新人段階にあると考えられる。現生人類の遺伝的多様性がきわめて小さいことは、人類のアフリカ単一起源説に基づけば、イダルトゥの1グループがボトルネック効果により選択された子孫であると説明される。